# Heubach (Kalbach)

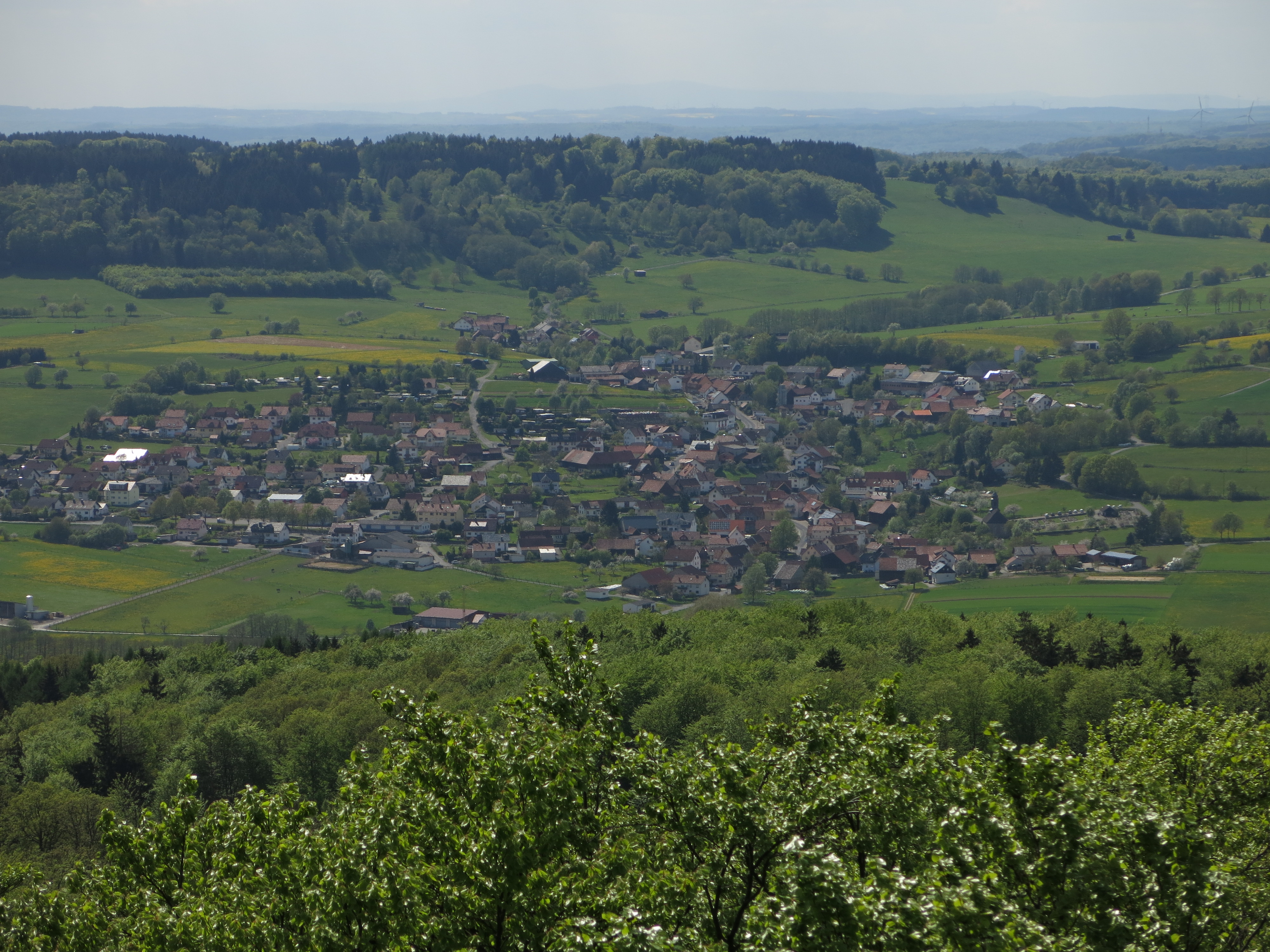
Blick von der Großen Haube nach Westen auf Heubach

Heubach ist ein Ortsteil der Gemeinde Kalbach im osthessischen Landkreis Fulda. Seit 1998 ist es anerkannter Erholungsort.

## Geographische Lage
Heubach liegt in Osthessen auf Höhen von 419 bis 509 m ü. NHN im Süden des Landkreises Fulda und grenzt im Osten an den unterfränkischen Landkreis Bad Kissingen und im Süden an den Main-Kinzig-Kreis. Nachbarorte sind Uttrichshausen im Norden, Kothen im Osten, Oberzell im Süden, Gundhelm und Veitsteinbach im Südwesten und Oberkalbach im Westen. Durch den Ort führen die Landesstraßen 3206 und 2304.
Das Dorf liegt am nördlichen Rand des Hessischen Landrückens, dem verbindenden Höhenzug zwischen Rhön und Vogelsberg. Die Gemarkung Heubach gehört zum Landschaftsschutzgebiet Frauenstein und liegt im Naturpark Hessische Rhön, der im Osten der Gemarkung an den Naturpark Bayerische Rhön und im Süden an den Naturpark Hessischer Spessart grenzt.

## Geschichte

### Mittelalter
Die älteste erhaltene schriftliche Erwähnung des Ortes stammt aus dem Jahr 1356. Heubach gehörte zum Gericht Altengronau, das 1333 als Reichslehen aus einer Erbschaft vom Haus Rieneck an die Herrschaft Hanau kam. Aus dem Gericht entstand im 15. Jahrhundert das Amt Schwarzenfels der Grafschaft Hanau, ab 1459: Grafschaft Hanau-Münzenberg.

### Neuzeit
1643 wurde das Amt Schwarzenfels – und damit auch Heubach – als Pfand zusammen mit anderen Sicherheiten der Landgrafschaft Hessen-Kassel übergeben. Es sollte für Hanauer Schulden bürgen, die im Zusammenhang mit der Befreiung der Stadt Hanau von der Belagerung durch kaiserliche Truppen 1636 gegenüber Hessen-Kassel entstanden waren. Den Grafen von Hanau gelang es nicht mehr, dieses Pfand von Hessen-Kassel zu lösen. Das Amt wurde in der Folgezeit wie landgräfliches Eigentum verwaltet, auch nachdem Hessen-Kassel 1736, nach dem Tod des letzten Hanauer Grafen, Johann Reinhard III., die gesamte Grafschaft Hanau-Münzenberg erbte. Im Kurfürstentum Hessen gehörte Heubach nach der Verwaltungsreform von 1821 zum Landkreis Schlüchtern.
Hessische Gebietsreform (1970–1977)
Im Zuge der Gebietsreform in Hessen wurde die Gemeinde Heubach auf freiwilliger Basis zum 31. Dezember 1971 in die Nachbargemeinde Uttrichshausen eingemeindet. Zum 1. August 1972 wurde Uttrichshausen  kraft Landesgesetz in die Großgemeinde Kalbach (Landkreis Fulda) eingegliedert. kraft Landesgesetz in die Großgemeinde Kalbach (Landkreis Fulda) eingegliedert. Für den Heubach wurde, wie für die anderen Ortsteile von Kalbach, ein Ortsbezirk eingerichtet.

### Verwaltungsgeschichte im Überblick
Die folgende Liste zeigt die Staaten und Verwaltungseinheiten, denen Heubach angehört(e):
- vor 1458: Heiliges Römisches Reich, Grafschaft Hanau
- ab 1458: Heiliges Römisches Reich, Grafschaft Hanau-Münzenberg, Amt Schwarzenfels
- ab 1643: Heiliges Römisches Reich, Landgrafschaft Hessen-Kassel (als Pfand), Grafschaft Hanau-Münzenberg, Amt Schwarzenfels
- ab 1803: Heiliges Römisches Reich, Landgrafschaft Hessen-Kassel, Fürstentum Hanau, Amt Schwarzenfels[Anm. 2]
- 1806–1810: Kaiserreich Frankreich,[Anm. 3] Fürstentum Hanau, Amt Schwarzenfels (Militärverwaltung)
- 1810–1813: Großherzogtum Frankfurt, Departement Hanau, Distrikt Schwarzenfels
- ab 1816: Kurfürstentum Hessen,[Anm. 4] Fürstentum Hanau, Amt Schwarzenfels[8]
- ab 1821/22: Kurfürstentum Hessen, Provinz Hanau, Kreis Schlüchtern[9][Anm. 5]
- ab 1848: Kurfürstentum Hessen, Bezirk Hanau
- ab 1851: Kurfürstentum Hessen, Provinz Hanau, Kreis Schlüchtern
- ab 1867: Königreich Preußen,[Anm. 6] Provinz Hessen-Nassau, Regierungsbezirk Kassel, Kreis Schlüchtern
- ab 1871: Deutsches Reich, Königreich Preußen, Provinz Hessen-Nassau, Regierungsbezirk Kassel, Kreis Schlüchtern
- ab 1918: Deutsches Reich, Freistaat Preußen, Provinz Hessen-Nassau, Regierungsbezirk Kassel, Kreis Schlüchtern
- ab 1944: Deutsches Reich, Freistaat Preußen, Provinz Kurhessen, Landkreis Schlüchtern
- ab 1945: Amerikanische Besatzungszone,[Anm. 7] Groß-Hessen, Regierungsbezirk Wiesbaden, Landkreis Schlüchtern
- ab 1946: Amerikanische Besatzungszone, Hessen, Regierungsbezirk Wiesbaden, Landkreis Schlüchtern
- ab 1949: Bundesrepublik Deutschland, Hessen, Regierungsbezirk Wiesbaden, Landkreis Schlüchtern
- ab 1968: Bundesrepublik Deutschland, Hessen, Regierungsbezirk Darmstadt, Landkreis Schlüchtern
- ab 1972: Bundesrepublik Deutschland, Hessen, Regierungsbezirk Darmstadt, Landkreis Schlüchtern, Gemeinde Uttrichshausen[Anm. 8]
- ab 1972: Bundesrepublik Deutschland, Hessen, Regierungsbezirk Kassel, Landkreis Fulda, Gemeinde Kalbach[Anm. 9]

## Bevölkerung

### Einwohnerstruktur 2011
Nach den Erhebungen des Zensus 2011 lebten am Stichtag dem 9. Mai 2011 in Heubach 684 Einwohner. Darunter waren 18 (2,5 %) Ausländer.
Nach dem Lebensalter waren 126 Einwohner unter 18 Jahren, 282 waren zwischen 18 und 49, 1441 zwischen 50 und 64 und 132 Einwohner waren älter.
Die Einwohner lebten in 273 Haushalten. Davon waren 72 Singlehaushalte, 72 Paare ohne Kinder und 105 Paare mit Kindern, sowie 15 Alleinerziehende und 6 Wohngemeinschaften. In 63 Haushalten lebten ausschließlich Senioren und in 171 Haushaltungen leben keine Senioren.

### Einwohnerentwicklung
| • 1812: | 87 Feuerstellen, 801 Seelen |

| Heubach: Einwohnerzahlen von 1812 bis 2020 | Heubach: Einwohnerzahlen von 1812 bis 2020 | Heubach: Einwohnerzahlen von 1812 bis 2020 | Heubach: Einwohnerzahlen von 1812 bis 2020 | Heubach: Einwohnerzahlen von 1812 bis 2020 |
| --- | ------------------------------------------ | ------------------------------------------ | ------------------------------------------ | ------------------------------------------ |
| Jahr |                                            |                                            |                                            | Einwohner                                  |
| 1812 | 1812                                       |                                            | 801                                        | 801                                        |
| 1852 | 1852                                       |                                            | ?                                          | ?                                          |
| 1885 | 1885                                       |                                            | 806                                        | 806                                        |
| 1905 | 1905                                       |                                            | ?                                          | ?                                          |
| 1939 | 1939                                       |                                            | 830                                        | 830                                        |
| 1950 | 1950                                       |                                            | ?                                          | ?                                          |
| 1961 | 1961                                       |                                            | 655                                        | 655                                        |
| 1970 | 1970                                       |                                            | 645                                        | 645                                        |
| 1972 | 1972                                       |                                            | 632                                        | 632                                        |
| 1987 | 1987                                       |                                            | 650                                        | 650                                        |
| 1989 | 1989                                       |                                            | 652                                        | 652                                        |
| 1996 | 1996                                       |                                            | 675                                        | 675                                        |
| 2006 | 2006                                       |                                            | 708                                        | 708                                        |
| 2011 | 2011                                       |                                            | 684                                        | 684                                        |
| 2016 | 2016                                       |                                            | 640                                        | 640                                        |
| 2020 | 2020                                       |                                            | 671                                        | 671                                        |
| Datenquelle: Historisches Gemeindeverzeichnis für Hessen: Die Bevölkerung der Gemeinden 1834 bis 1967. Wiesbaden: Hessisches Statistisches Landesamt, 1968. Weitere Quellen: ; nach 1970: Gemeinde Kalbach; Zensus 2011 |                                            |                                            |                                            |                                            |

### Historische Religionszugehörigkeit
| • 1885: | 806 evangelische (= 87,84 %), 12 katholische (= 1,49 %), 86 jüdische (= 10,67 %) Einwohner |
| • 1961: | 655 evangelische (= 59,98 %), 39 römisch-katholische (= 3,80 %) Einwohner                  |

## Religion

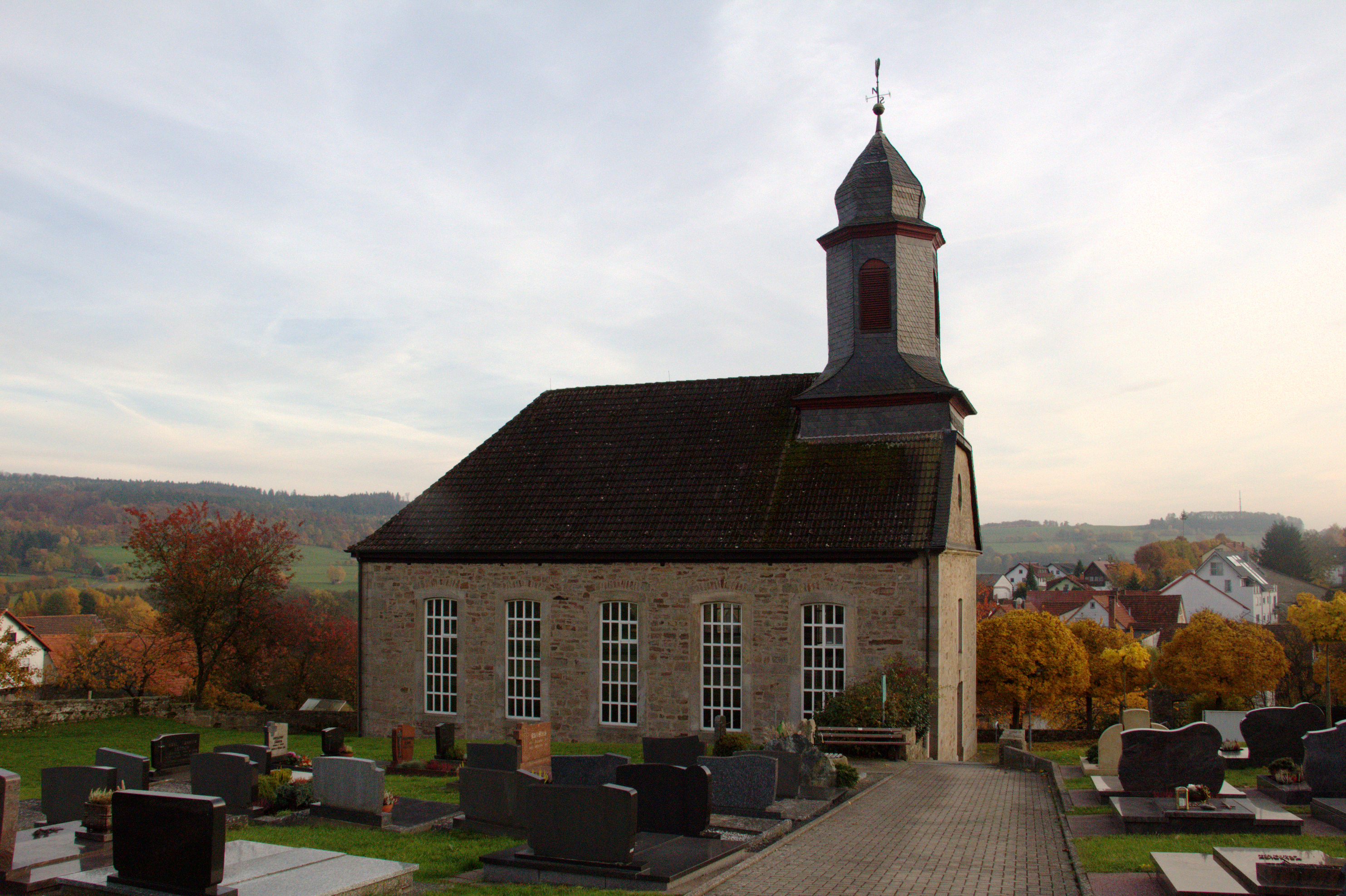
Die evangelische Kirche

Die evangelische Kirche von Heubach steht hoch und weithin sichtbar am Friedhof über dem Dorf. Sie gehört zur evangelischen Kirchengemeinde Oberkalbach-Heubach-Uttrichshausen.

## Politik
Für Heubach besteht ein Ortsbezirk (Gebiete der ehemaligen Gemeinde Heubach) mit Ortsbeirat und Ortsvorsteher nach der Hessischen Gemeindeordnung.
Der Ortsbeirat besteht aus fünf Mitgliedern. Bei den Kommunalwahlen in Hessen 2021 betrug die Wahlbeteiligung zum Ortsbeirat 75,91 %. Es wurden gewählt: drei Mitglieder der SPD und zwei Mitglieder der CDU. Der Ortsbeirat wählte Gerhard Müller zum Ortsvorsteher.

## Sehenswürdigkeiten
Die ehemalige Landsynagoge Heubach ist ein gut erhaltenes und hervorragend restauriertes Bauwerk dieses Typs. Sie ist Kulturdenkmal nach dem Hessischen Denkmalschutzgesetz und wurde mit dem Hessischen Denkmalschutzpreis ausgezeichnet. Sie wird heute museal und als Veranstaltungsort genutzt und von einem Förderverein betreut. Für ihre Verdienste um die Rettung und Renovierung der ehemaligen Synagoge wurde Pfarrerin Johanna Rau der Obermayer German Jewish History Award verliehen. An profanen Gebäuden ist ein Bauernhaus vom Typus „Eindachhof“ sehenswert. Der Türbogen zum Kellergewölbe trägt die Jahreszahl „1615“. Für die Umsetzung in den Hessenpark vorgesehen, wurde das Kulturdenkmal jedoch vom Besitzer vor Ort liebevoll restauriert, dabei wurden auch Brandspuren aus dem Dreißigjährigen Krieg entdeckt.